# Caspar Scheuren
Caspar Scheuren   (Aquisgrà, 22 d'agost de 1810 - Düsseldorf, 12 de juny de 1887), nascut Caspar Johann Nepomuk Scheuren, va ser un pintor i il·lustrador alemany.

## Biografia
El seu pare, Aegidius Scheuren|de|Aegidius Johann Peter Joseph Scheuren també era artista. Després de rebre la seva formació inicial a casa, va estudiar pintura de paisatge a la Kunstakademie Düsseldorf, de 1829 a 1835. Les seves tendències romàntiques es van encoratjar per la seva admiració per les obres de Johann Wilhelm Schirmer i Carl Friedrich Lessing. També es va inspirar en els escrits de Sir Walter Scott..
A finals de la dècada de 1830, ja havia començat a allunyar-se de la pintura paisatgística tradicional, per desenvolupar un estil al·legòric, en el qual paisatges, figures (staffage) i ornamentació es combinen de manera imaginativa. La majoria de les seves obres van arribar a incloure motius de les històries i llegendes de la regió del Rin; un gènere conegut com a romanticisme del Rin.
A partir de 1839, va viure a Düsseldorf i es va relacionar amb l'Escola de pintura de Düsseldorf. Va ser nomenat professor a l'Acadèmia el 1855.
La majoria de les seves obres van arribar a incloure motius de les històries i llegendes de la regió del Rin; un gènere conegut com a romanticisme del Rin. Va crear més de 300 pintures a l'oli, 600 aquarel·les i 400 gravats. El seu gran àlbum, dedicat a Schloss Stolzenfels, ha estat digitalitzat per la Rheinische Landesbibliothek Koblenz . Les seves obres també es poden veure a la National Gallery (Berlín) i al Wallraf-Richartz Museum de Colònia.
El 1890, l’ Aachener Geschichtsverein (societat històrica) va col·locar una placa commemorativa al seu lloc de naixement.

## Pintures seleccionades

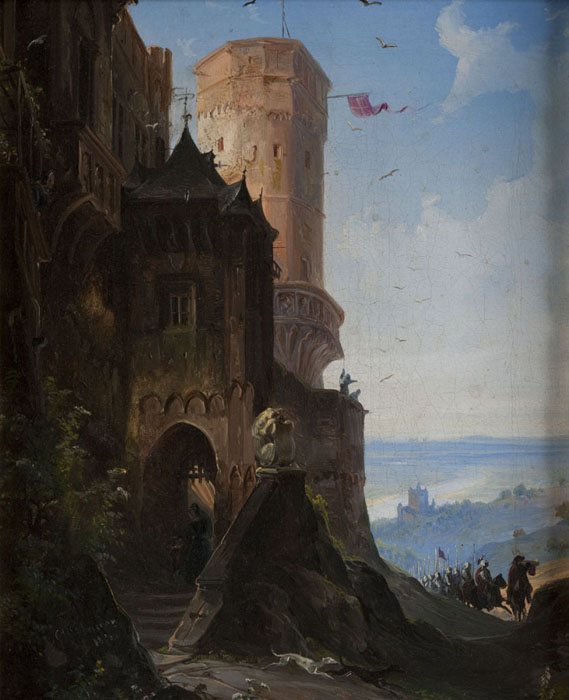
Castell al Rin
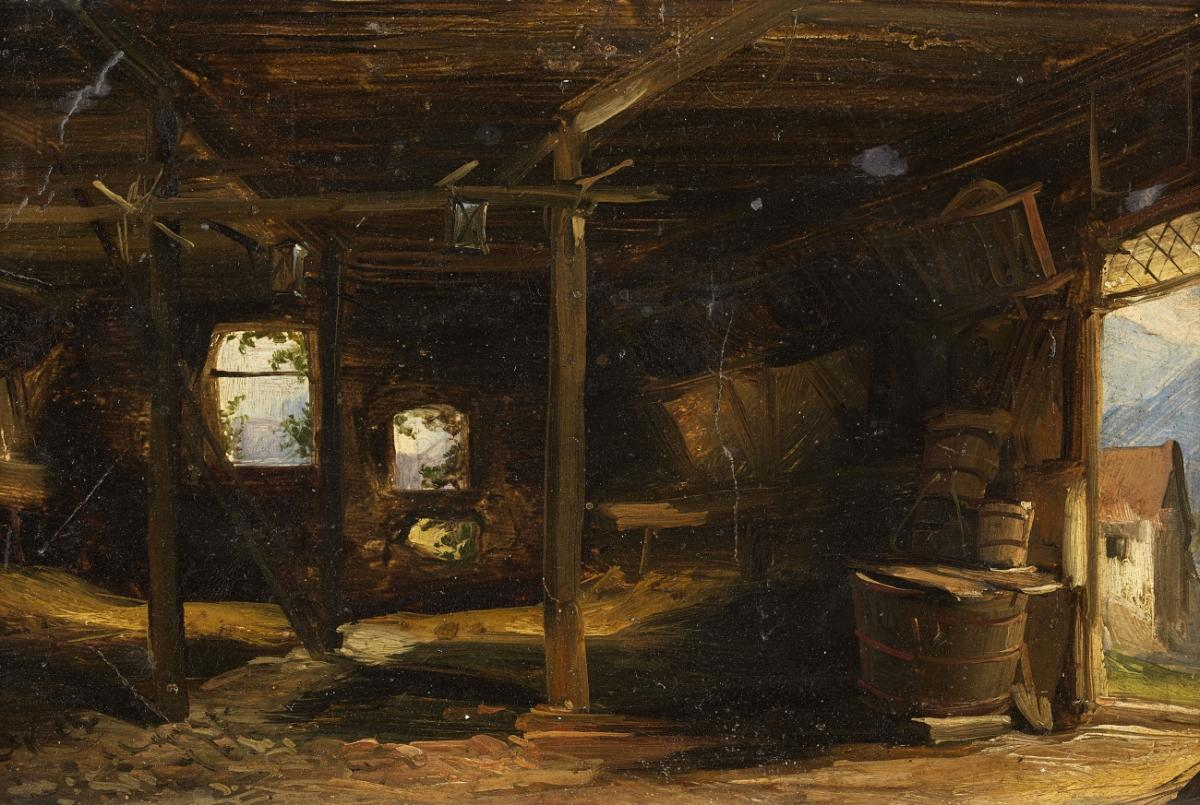
Interior d'un estable
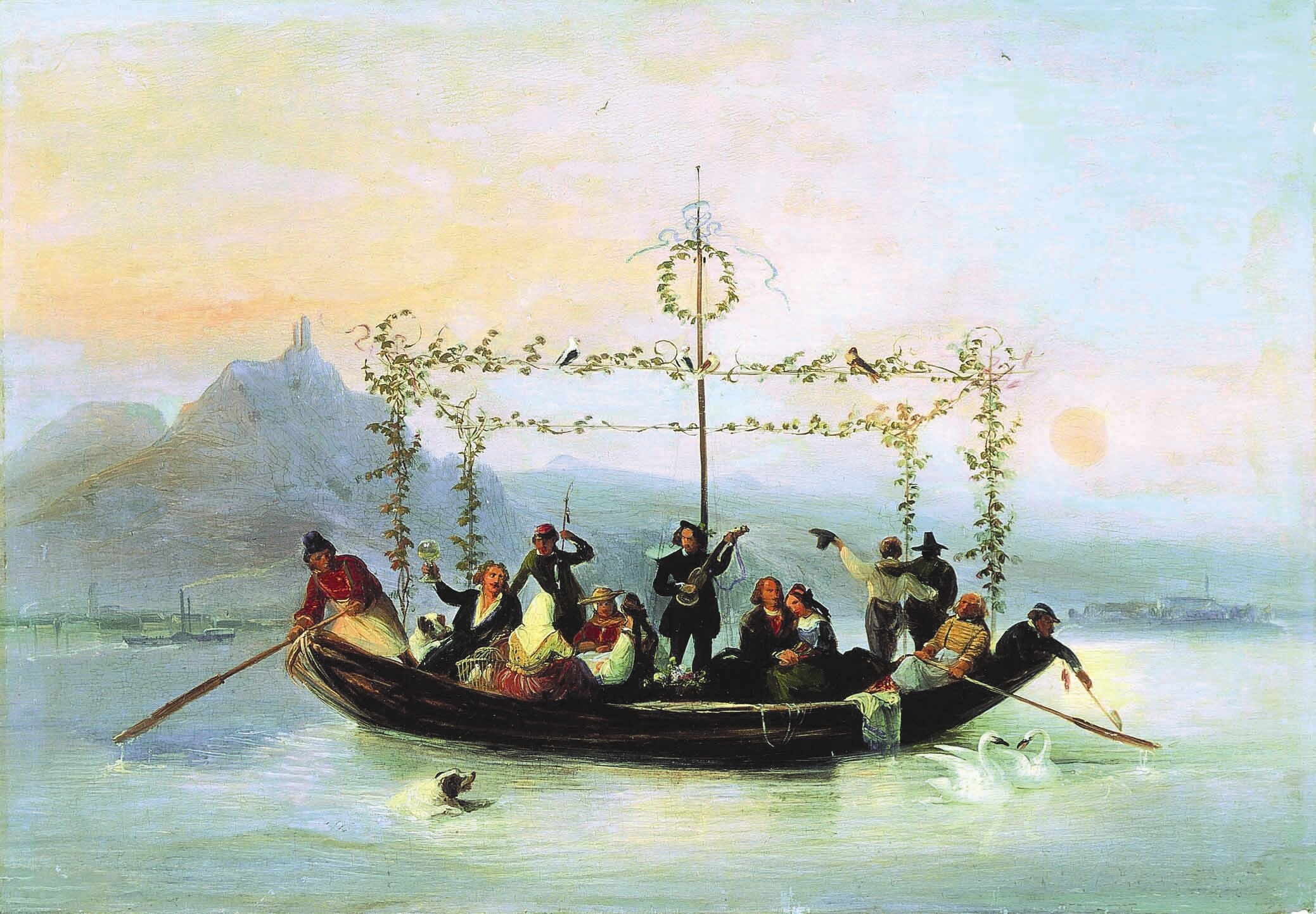
Un alegre viatge pel Rin
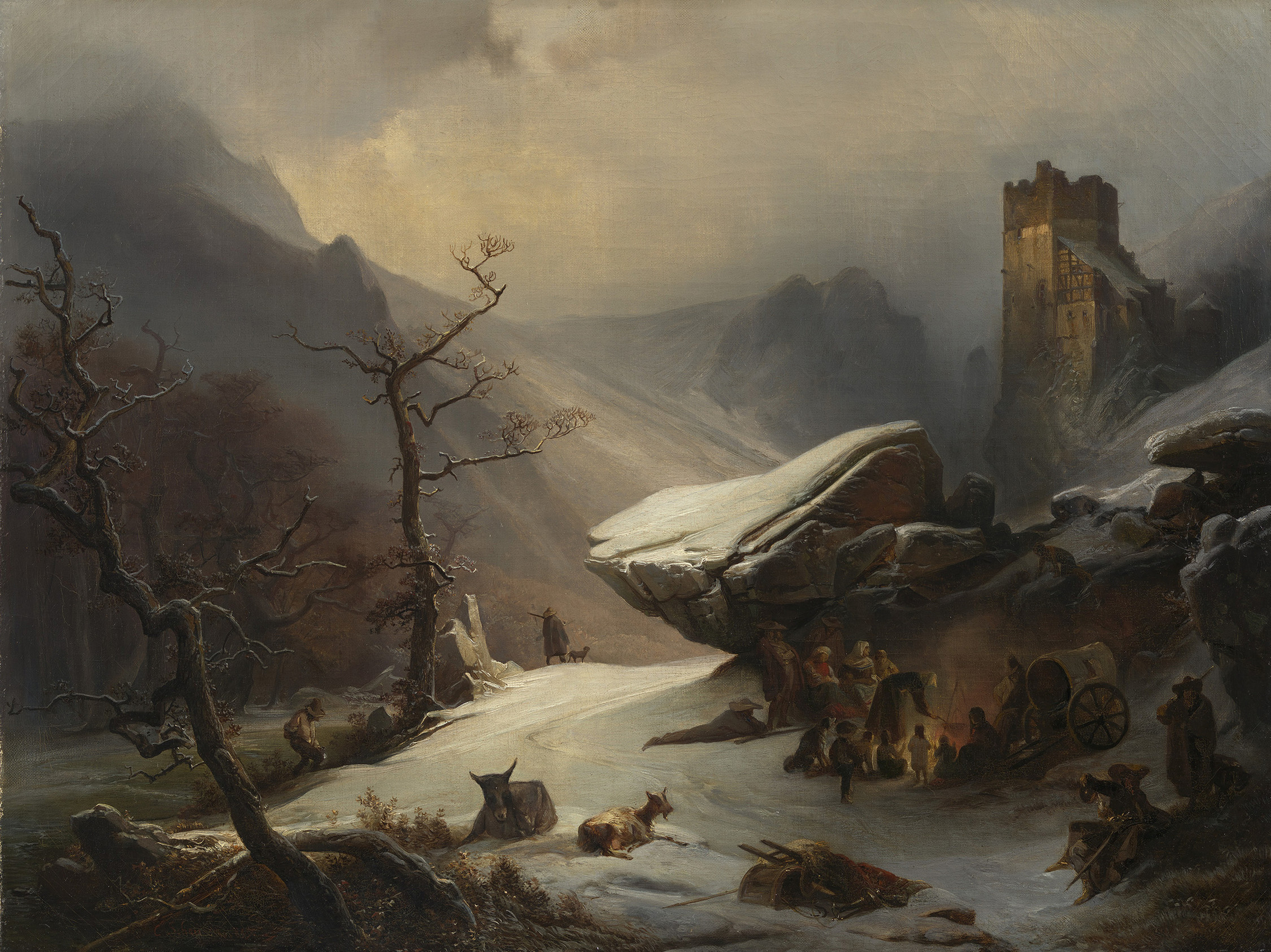
A Winter Scene
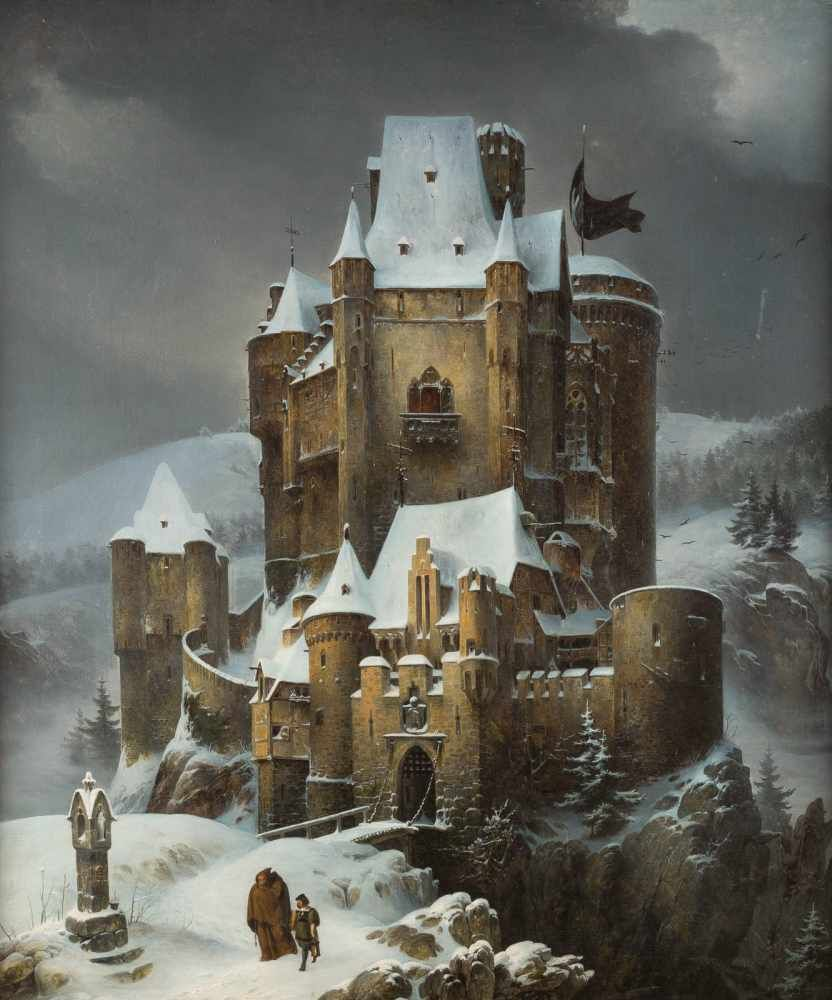
El castell d'un cavaller a la neu